# The Awakening (film 1917 Archainbaud)
The Awakening è un film muto del 1917 diretto da George Archainbaud.

## Trama
Jacques Revilly, uno scontroso bracciante francese, lascia il proprio quartiere dove i vicini lo trattano in maniera villana, dopo aver deciso di andarsene a vivere nella colonia bohemienne parigina. Anche lì, però, le sue maniere rudi sono stigmatizzate e l'uomo finisce per guadagnarsi il soprannome di "Bestia". Quando Jacques incontra la giovane Marguerite, affamata e intirizzita dal freddo, porta a casa la ragazza di cui comincia a prendersi cura. I suoi atteggiamenti cambiano, addolcisce i modi e giunge a progettare il matrimonio con l'amata. La ragazza viene però aggredita da Horace Chapron, un bruto che cerca di violentarla. Jacques, convinto che Marguerite gli sia infedele, sfida il farabutto a duello. Rimane ferito ma, dopo aver scoperto la verità e l'innocenza della ragazza, è felice di poter sognare nuovamente una nuova vita con Marguerite.

## Produzione
Il film fu prodotto dalla World Film con il titolo di lavorazione The Beast.

## Distribuzione
Il copyright del film, richiesto dalla World Film Corp., fu registrato il 27 novembre 1917 con il numero LU11768.
Distribuito dalla World Film e presentato da William A. Brady, il film uscì nelle sale cinematografiche statunitensi il 3 dicembre 1917.
Copie incomplete della pellicola (bobina 3 e 5 su un totale di cinque rulli) si trovano conservate negli archivi del National Archives Of Canada di Ottawa, in quelli della Library of Congress di Washington, al Museum Of Modern Art di New York.